# Psychoza egzotyczna
Psychoza egzotyczna – zaburzenie psychiczne ściśle związane z otoczeniem kulturowym, dla którego jest typowe. W danym kręgu geograficzno-kulturowym tkwią przekonania, wierzenia, ujmowanie obserwowanych zjawisk, charakterystyczne tylko dla pewnych, ściśle odgraniczonych grup ludzkich. Na bazie tych przekazów mogą powstać zaburzenia psychotyczne o treści wynikającej z nich.
Egzotyczne psychozy można podzielić, ze względu na dominującą w nich symptomatologię, na takie, w których dominują: lęk, zaburzenia świadomości lub zaburzenia nastroju.

## Przykłady psychoz egzotycznych
- Koro
- Tajin kyofuso
- Pa-leng, frigophobia
- ufufuyana, saka
- pibloctoq
- susto
- Imu
- Tanatomania
- choroba szalonej ćmy
- latah
- amok
- stamboli
- windigo
- hwa-byung
- sin-byung
- dhat
- Mal ojo
- Locura
- bilis
- Amakiro
- zombie